# Gare de Damblain
Gare de Damblain vasútállomás Franciaországban, Damblain településen.

## Vasútvonalak
Az állomást az alábbi vasútvonalak érintik:
- Merrey–Hymont - Mattaincourt-vasútvonal

## Kapcsolódó állomások
A vasútállomáshoz az alábbi állomások vannak a legközelebb:
- Gare de Rozières-sur-Mouzon
- Gare de Merrey